# وودبوري (فيرمونت)
وودبوري (بالإنجليزية: Woodbury, Vermont)‏ هي بلدة تقع بولاية فيرمونت في الولايات المتحدة. تبلغ مساحتها 101.3 (كم²)، وترتفع عن سطح البحر 448 م، بلغ عدد سكانها 906 نسمة في عام 2010 حسب إحصاء مكتب تعداد الولايات المتحدة .

## وصلات خارجية
- The US50 - Cities and Towns in Vermont State
- Vermont Cities and Towns, Facts, Map, Flag, Colleges, Government, and More